# Frederik Christian von Haven (politiker)
Frederik Christian von Haven (født 30. juni 1806 i Overby ved Nykøbing S., død 10. august 1870) var medlem af Den Grundlovgivende Rigsforsamling som repræsentant for Thisted Amts 3. distrikt (Vestervig).
Von Haven var student fra Frederiksborg Lærde Skole i Hillerød 1823. Han var ansat som lærer, konstitueret adjunkt, på skolen 1825-1828, mens han studerede teologi. Han blev cand.theol. i 1833. Han var adjunkt på Frederiksborg Lærde Skole 1835-1837, indtil han i 1837 fik embede som sognepræst i Tømmerby-Lild Sogn. Senere kald i Vive-Ove-Valsgaard.